# 光萼唇柱苣苔
光萼唇柱苣苔（学名：Chirita anachoreta）为苦苣苔科唇柱苣苔属下的一个种。該物種分佈於云南南部、广西、湖南南部（江永）、广东和台湾、缅甸北部、泰国北部、老挝和越南北部。

## 扩展阅读
- 維基物種上的相關：光萼唇柱苣苔